# Джеймс Бовен (письменник)
Дже́ймс Бо́вен (англ. James Bowen, 15 березня 1979, Суррей, Англія) — англійський письменник та вуличний музикант. Автор бестселера «Вуличний кіт, на ім'я Боб» (2010), який розповідає про те, як він, будучи бардом-безхатьком на вулицях Лондона, прийняв та прихистив безпритульного рудого кота, після чого, зрештою, поборов свою наркотичну залежність та змінив своє життя на краще. 2016 року на основі книги вийшов однойменний фільм-адаптація — «Вуличний кіт, на ім'я Боб».

## Ранні роки
Бовен народився у графстві Суррей у березні 1979 року. Після розлучення батьків переїхав до Австралії зі своєю матір'ю та вітчимом. Життя у сім‘ї було напруженим, і оскільки сім'я часто переїжджала, Джеймса не контролювали в школі. Над ним знущалися у школі, і через це він почав нюхати клей. Водночас у сфері освіти Боуен став, за своїм визнанням, «дитиною-шибенеком». У 1997 році він повернувся до Великої Британії та став жити у своєї зведеної сестри. Але довго це не продовжилося, і незабаром Бовен опинився на вулицях Лондона. Саме в цей час він став вживати героїн, щоб втекти від реальності безхатька.

## Зустріч з Бобом
Навесні 2007 року Бовен був зарахований на метадонову програму як людина, яка заробляє гроші на Ковент-Гарден і живе в муніципальному житлі в Тоттенхемі. Якось увечері він повернувся додому і виявив у під'їзді рудого кота. Припускаючи, що кіт комусь належить, Джеймс пішов до своєї квартири. Коли Джеймс побачив кота на ґанку наступного дня, він занепокоївся і виявив, що у кота немає нашийника, а також помітив інфіковану рану на лапі. Коли Джеймс переконався, що ніхто з мешканців не претендує на кота, він вирішив допомогти йому самостійно.
Бовен відвів кота до найближчого пункту благодійної ветеринарної хірургії, і коли на лікування інфікованих ран тварини потрібні були антибіотики, Джеймс віддав майже всі гроші, зароблені того дня, на їхню покупку. Щоб переконатися, що кіт пройшов повний двотижневий курс лікування і рана його більше не турбує, Бовен вирішив взяти його до себе на якийсь час, доки не знайдеться господар тварини. Коли він не зміг знайти жодної інформації про власника кота, він вирішив просто випустити його на вулицю, сподіваючись, що кіт знайде шлях додому. Але натомість кіт став постійно слідувати за Джеймсом, навіть тоді, коли він вирушав на роботу вуличного музиканта автобусом. Стурбований тим, що коту нікуди йти, Джеймс узяв його додому назавжди, назвавши його Бобом на честь персонажа з телесеріалу «Твін Пікс». Оскільки Бобу дуже подобалося проводжати Джеймса на роботу, Джеймс змайстрував ошийник і повідець зі шнурків і став брати його з собою на місця своїх постійних вуличних виступів на Ковент-Гарден і Пікаділлі, добираючись туди на автобусі №73, до вікон якого Боб дуже любив притискатися.
Реакція публіки була позитивною та пара Боб-Джеймс стала популярною. Джеймсу довелося припинити виступати з гітарою на вулиці, тому що у нього могли виникнути проблеми із законом. Натомість він знайшов більш безпечний та легальний спосіб заробітку — продаж вуличної газети «The Big Issue».

Коли люди почали завантажувати відео з Джеймсом і Бобом на YouTube, туристи стали відвідувати Ковент-Гарден частіше, іноді навіть для того, щоб просто побачити їх. Саме тоді Джеймс вирішив повністю припинити вживати наркотики. Він пояснює своє рішення появою Боба, кажучи: 
Я вважаю, що все звелося до цієї маленької істоти. Він прийшов і попросив мене про допомогу, і він просив моєї допомоги сильніше, ніж моє тіло просило саморуйнування. Він — причина, через яку я тепер прокидаюся щодня… він безперечно дав мені правильний напрямок, якому я буду слідувати все своє життя.
У 2016 році за мотивами цієї історії вийшов фільм «Вуличний кіт, на ім'я Боб». Роль Джеймса у фільмі виконав актор Люк Тредевей.
16 червня 2020 Джеймс повідомив, що кіт Боб помер 15 червня 2020 у віці 14 років.

## Бібліографія

Обкладинка українського видання книги "Вуличний кіт на ім'я Боб"

Обкладинка українського видання книги "Світ очима кота Боба"

## Переклади українською
- Джеймс Бовен. Вуличний кіт на ім'я Боб. — К. : Рідна мова, 2016. — 208 с. — ISBN 978-966-917-098-9.
- Джеймс Бовен. Світ очима кота Боба. — К. : Рідна мова, 2017. — 192 с. — ISBN 978-966-917-152-8.